# Break Up with Your Girlfriend, I’m Bored
Break Up with Your Girlfriend, I’m Bored (englisch für ‚Mach Schluss mit deiner Freundin, ich bin gelangweilt‘) ist ein Lied der US-amerikanischen Sängerin Ariana Grande. Das Lied erschien zeitgleich mit ihrem fünften Studioalbum Thank U, Next am 8. Februar 2019 als Single über Republic Records.

## Hintergrund
Break Up with Your Girlfriend, I’m Bored ist die dritte und finale Singleauskopplung des Albums Thank U, Next. Das Lied wurde von Grande und Savan Kotecha zusammen mit den Musikproduzenten des Liedes Max Martin und Ilya Salmanzadeh geschrieben.

## Komposition und Text
Die Single ist Musikalisch den Genres Trap, Pop und Contemporary R&B zuzuordnen. Das Tempo liegt bei 170 Schlägen pro Minute. Kitty Empire schrieb für The Guardian, dass der Text Grande „als böses Mädchen“ darstellt, die „versucht den Mann einer anderen zu stehlen“ und damit die Idee von Dangerous Woman erneut aufgreift.

## Musikvideo
Das Musikvideo wurde am selben Tag wie die Single veröffentlicht. Die Regie führte Hannah Lux Davis. Im Video ist unter anderem der Schauspieler Charles Melton zu sehen.

## Kommerzieller Erfolg
Break Up with Your Girlfriend, I’m Bored konnte nicht an den Erfolg der beiden vorangegangenen Singleauskopplungen des Albums Thank U, Next und 7 Rings anschließen, erreichte jedoch die Chartspitze in Neuseeland und dem Vereinigten Königreich. Die Single wurde weltweit mit vier Mal Gold und zwölf Mal Platin für über 4,3 Millionen verkaufte Exemplare ausgezeichnet.

### Chartplatzierungen
| ChartsChartplatzierungen       | Höchstplatzierung | Wochen |
| ------------------------------ | ----------------- | ------ |
| Deutschland (GfK)              | 8 (10 Wo.)        | 10     |
| Österreich (Ö3)                | 6 (8 Wo.)         | 8      |
| Schweiz (IFPI)                 | 5 (11 Wo.)        | 11     |
| Vereinigte Staaten (Billboard) | 2 (20 Wo.)        | 20     |
| Vereinigtes Königreich (OCC)   | 1 (16 Wo.)        | 16     |

| ChartsJahrescharts (2019)      | Platzierung |
| ------------------------------ | ----------- |
| Vereinigte Staaten (Billboard) | 36          |
| Vereinigtes Königreich (OCC)   | 33          |

### Auszeichnungen für Musikverkäufe
| Land/Region                  | Auszeichnungen für Musikverkäufe (Land/Region, Auszeichnung, Verkäufe) | Verkäufe  |
| ---------------------------- | ---------------------------------------------------------------------- | --------- |
| Australien (ARIA)            | 4× Platin                                                              | 280.000   |
| Brasilien (PMB)              | Diamant                                                                | 160.000   |
| Dänemark (IFPI)              | Platin                                                                 | 90.000    |
| Deutschland (BVMI)           | Gold                                                                   | 200.000   |
| Frankreich (SNEP)            | Platin                                                                 | 200.000   |
| Italien (FIMI)               | Gold                                                                   | 25.000    |
| Kanada (MC)                  | 5× Platin                                                              | 400.000   |
| Neuseeland (RMNZ)            | 2× Platin                                                              | 60.000    |
| Norwegen (IFPI)              | 2× Platin                                                              | 120.000   |
| Österreich (IFPI)            | Platin                                                                 | 30.000    |
| Polen (ZPAV)                 | 2× Platin                                                              | 40.000    |
| Portugal (AFP)               | Platin                                                                 | 10.000    |
| Schweden (IFPI)              | Platin                                                                 | 80.000    |
| Schweiz (IFPI)               | Gold                                                                   | 10.000    |
| Spanien (Promusicae)         | Gold                                                                   | 30.000    |
| Vereinigte Staaten (RIAA)    | 5× Platin                                                              | 5.000.000 |
| Vereinigtes Königreich (BPI) | 2× Platin                                                              | 1.200.000 |
| Insgesamt                    | 4× Gold · 27× Platin · 1× Diamant ·                                    | 7.935.000 |

Hauptartikel: Ariana Grande/Auszeichnungen für Musikverkäufe

## Coverversion
Lana Del Rey interpretierte das Lied im September 2019 in der BBC Radio 1’s Live Lounge neu und wurde dafür bei den iHeartRadio Music Awards in der Kategorie Best Cover Song nominiert.